# Universidad San Francisco de Quito
La Universidad San Francisco de Quito USFQ es una universidad privada y laica de artes liberales que ofrece programas de pregrado, posgrado y doctorado con sede principal en Quito, Ecuador. En sus tres décadas de trayectoria, se ha posicionado como una de las mejores universidades del Ecuador, siempre entre los tres primeros puestos del país según varios ránquines de excelencia académica.
La universidad cuenta con una extensión universitaria en Galápagos, así como una Estación de Biodiversidad en Tiputini en la Amazonia.

## Historia

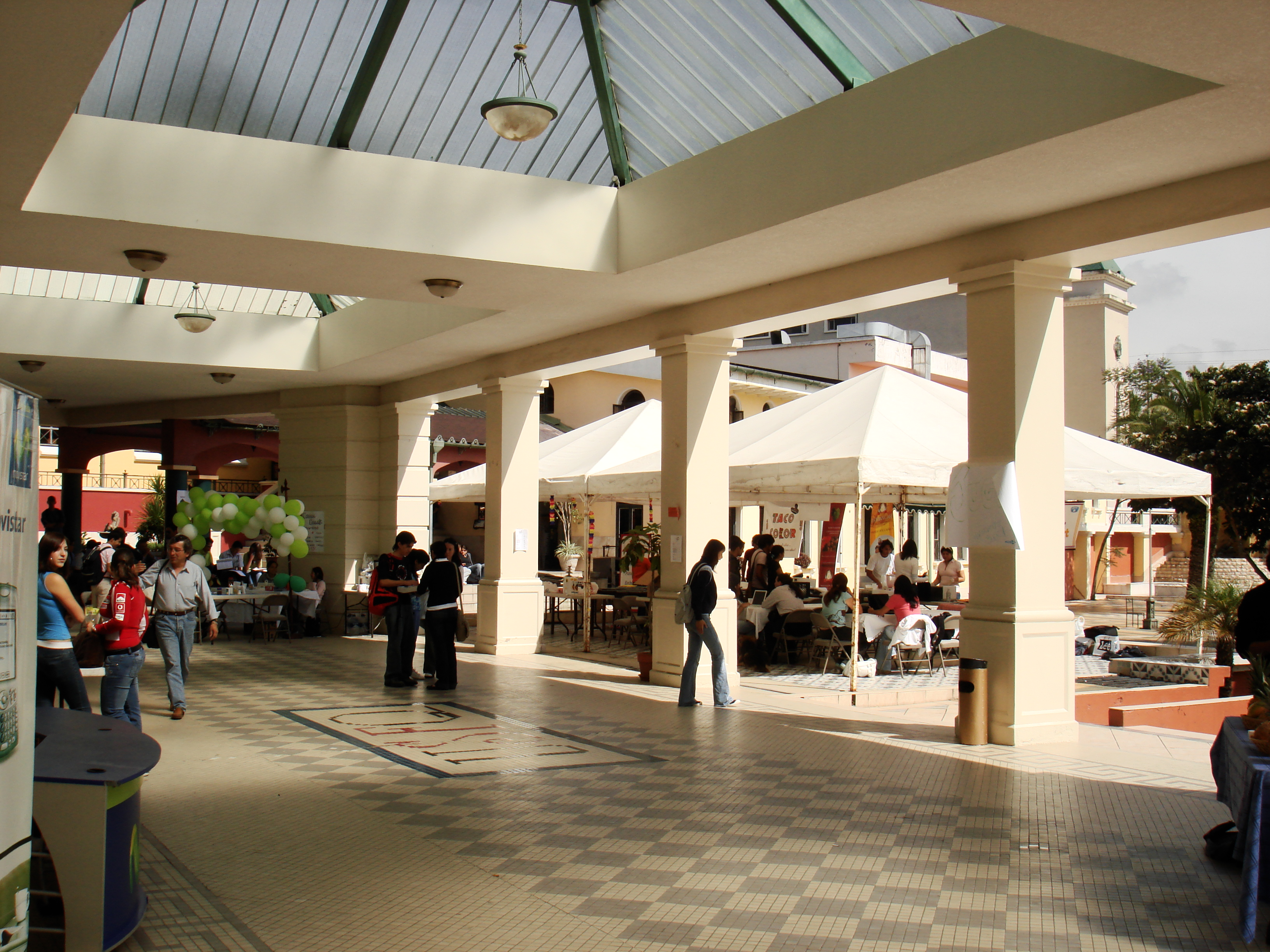
USFQ a la mañana

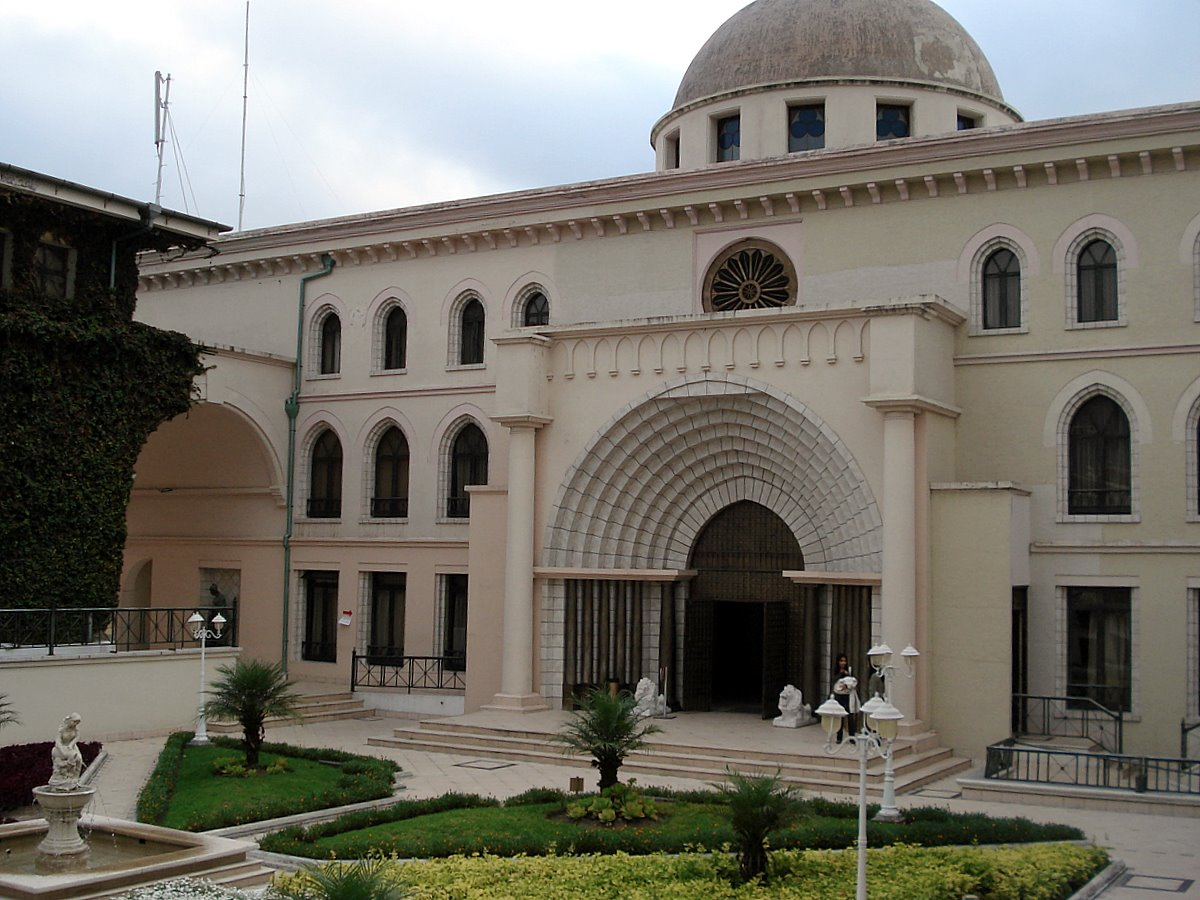
Plaza Universitaria

La Universidad San Francisco de Quito USFQ fue fundada en 1988 por Santiago Gangotena a través de la Corporación de Promoción Universitaria. Fue oficialmente reconocida por el Ministerio de Educación y Cultura del Ecuador en octubre de 1995 y acreditada por el CONESUP en mayo de 2001.
En 1980, un grupo de intelectuales y personas de negocios ecuatorianos y extranjeros, bajo el liderazgo de Santiago Gangotena González, establecieron la Corporación de Promoción Universitaria (CPU) [cita requerida] , como una fundación sin fines de lucro. La CPU se creó con la misión de crear una universidad ecuatoriana privada de alta calidad académica. La CPU fue legalizada en el Ministerio de Educación y Cultura del Ecuador en 1985 (Registro Oficial publicado el 28 de junio de 1985). Luego de ocho años de planificación y promoción y gracias al aporte de individuos y empresas, la primera clase de estudiantes USFQ empezó el 1° de septiembre de 1988. Estuvo formada por 130 estudiantes que recibían clases en una mansión residencial localizada en la Av. 12 de octubre de 1983 y calle Salazar (la que con el tiempo se conocería con el nombre de "La Casita de la 12 de Octubre") [cita requerida] .

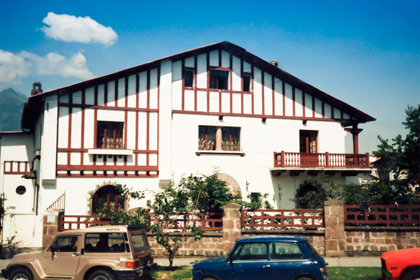
La casita

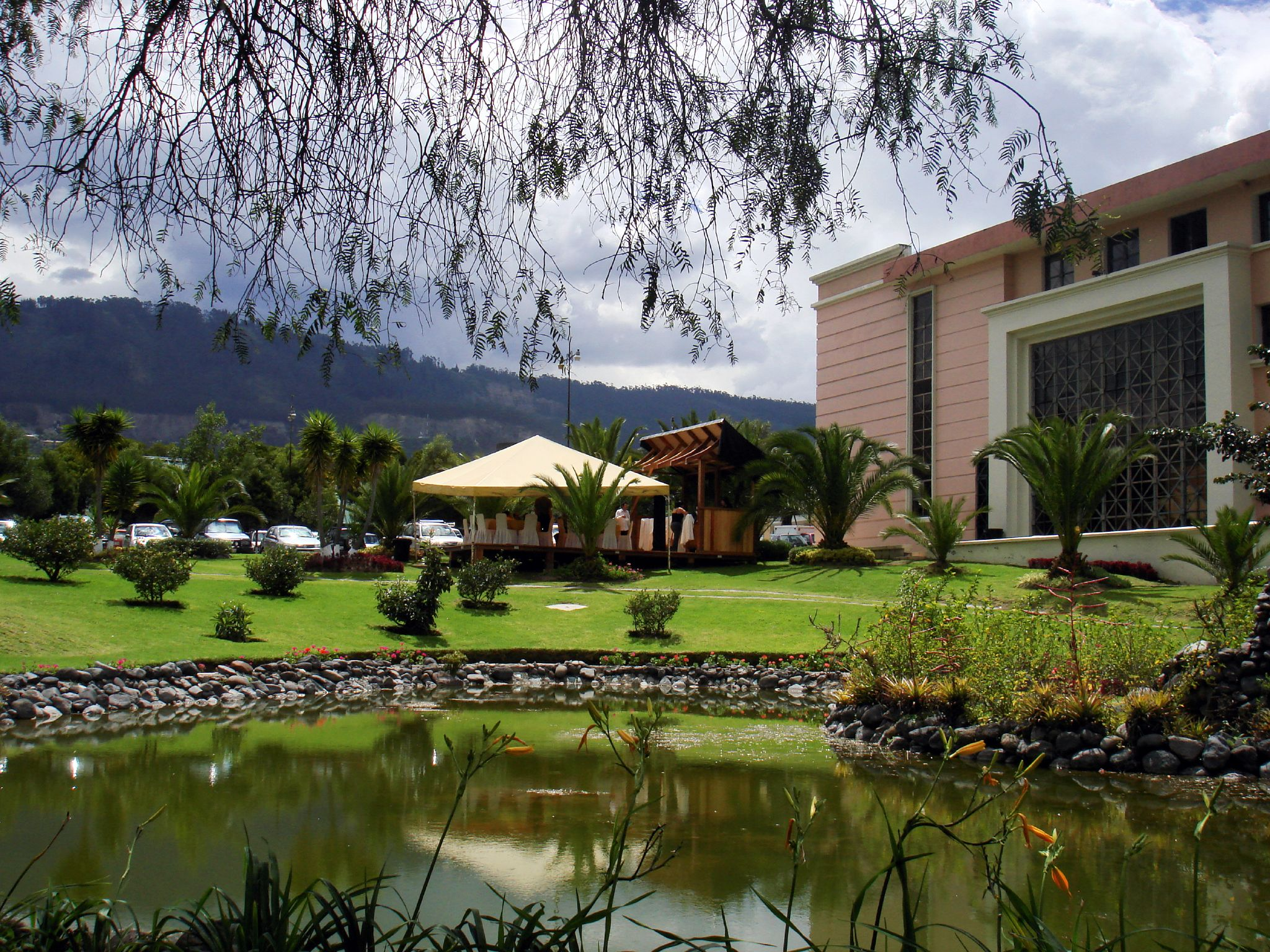

La aventura académica en que se embarcaron los fundadores de la USFQ está plasmada en una obra de singular valor sentimental y literario para toda la Comunidad USFQ, la cual se puede obtener gratis en el Decanato: "Cuaderno de Apuntes: Brevísima relación de una aventura universitaria: USFQ" escrito por Juan Manuel Rodríguez, profesor fundador de la USFQ y decano fundador del Colegio de Comunicación y Artes Contemporáneas de la USFQ [cita requerida]
La universidad fue oficialmente reconocida por el gobierno ecuatoriano, el 18 de octubre de 1995, bajo Decreto Ejecutivo 3166, publicado en el Registro Oficial 809, del 25 de octubre de 1995. Los estatutos de la universidad fueron aprobados por el Consejo Nacional de Educación Superior del Ecuador CONESUP, el 18 de mayo de 2001. [cita requerida]

## Programas Académicos
La USFQ fue la primera institución de artes liberales en la región andina, actualmente ofrece Associates’, Bachelors’, y Masters’ degrees en sus diferentes Colegios académicos. Su programa de pregrado incluye una gran variedad de carreras profesionales presenciales y en línea; además, desde 1992 cuenta con un colegio de posgrado.

### Pregrado
Colegios:
- Colegio de Administración y Economía (CADE)
- Colegio de Arquitectura y Diseño Interior (CADI)
- Colegio de Hospitalidad, Arte Culinario y Turismo (CHAT)

- Colegio de Ciencias Biológicas y Ambientales (COCIBA)

- Colegio de Ciencias Sociales y Humanidades (COCISOH)
- Colegio de Comunicación y Artes Contemporáneas (COCOA)
- Colegio de Ciencias de la Salud (COCSA)
- College of Music (COM)
- Colegio de Jurisprudencia (JUR)
- Colegio de Ciencias e Ingeniería (POLITÉCNICO)

#### Educación en Línea
El programa de Educación en Línea de la USFQ utiliza la plataforma Desire2Learn (D2L) que brinda herramientas muy interactivas que facilitan el proceso de aprendizaje. Por el momento este programa ofrece ocho licenciaturas totalmente virtuales:
- Administración Ambiental
- Administración de Empresas
- Administración de Empresas de Hospitalidad
- Comunicación Organizacional
- Educación
- Finanzas
- Marketing
- Psicología y Recursos Humanos

Entre otras

### Posgrado
- Business School (Maestría en Administración de Empresas, Gerencia Bancaria y Marketing)
- COCIBA (Maestría en Ecología, Microbiología o PHD en Microbiología)
- COCISOH (Maestría en Educación)
- JUR (Maestría en Derecho Admistrativo y Derecho de Empresas)
- Politécnico (Maestría en Nanoelectrónica, Matemática Aplicada, Dirección de Empresas Inmobiliarias)
- COCSA (Especialización en Ortodoncia, Periodoncia, Gerencia de Salud, etc.)

### Programa Vespertino
- CADE (Administración de Empresas)
- COCOA (Producción de TV y Medios Digitales)

### Programa del Adulto
La Universidad San Francisco de Quito ofrece a la comunidad el Programa del Adulto, un programa de acción afirmativa diseñado como una oportunidad de aprendizaje para los adultos mayores de 30 años, hombres y mujeres, que por alguna razón o circunstancia familiar, laboral o económica no pudieron continuar o iniciar sus estudios superiores y que por lo tanto, no obtuvieron un título universitario. El antecedente de este programa es el Programa de la Mujer creado en el año 2000 por la USFQ para ofrecer a las mujeres la posibilidad de iniciar o continuar su formación universitaria.

## Institutos
La Universidad tiene además institutos complementarios entre los que destacan:
- Instituto de Enseñanza y Aprendizaje (IDEA)
- Instituto de Evaluación Sensorial de Alimentos
- Instituto de Microbiología
- Instituto de Investigaciones en Salud y Nutrición
- Instituto de Ecología Aplicada
- Galapagos Institute For The Arts and The Sciences
- Estación de Biodiversidad Tiputini
- Instituto de Lenguas
- Instituto para la Libertad
- Instituto de la Mujer
- Instituto de Vulcanología y Geodinámica
- Instituto de Negociación y Liderazgo
- Instituto de Telemedicina y E-Salud
- Fundación Cicerón
- Centro de Transferencia y Desarrollo de Tecnologías
- Centro de Ciencias del Deporte
- El San Francisco AutoClub (Escuela de Conducción)

## Calificación
En 2013, según el Consejo de Evaluación, Acreditación y Aseguramiento de la Calidad de la Educación Superior del Ecuador, la Universidad San Francisco de Quito fue catalogada con la calificación A, sin embargo esta categorización de universidades ya no se encuentra vigente.

## Resultados en el Examen de Habilitación Profesional
En el proceso de evaluación aplicado por el CACES en octubre de 2024, la Universidad San Francisco de Quito obtuvo una tasa de aprobación del 92,16 % en el Examen Nacional de Habilitación para el Ejercicio Profesional de Medicina, con 94 aprobados entre 102 evaluados. Esta cifra refleja el compromiso sostenido de la universidad con una formación médica de alto nivel, sustentada en un modelo educativo riguroso y orientado a la excelencia académica, lo que le permite mantenerse entre las instituciones privadas más reconocidas del país en el ámbito de las ciencias de la salud.

## Programas Internacionales
La USFQ tiene acuerdos formales con más de 100 universidades en Estados Unidos y el mundo. Los convenios de intercambio firmados con universidades en diferentes países permiten enviar y recibir estudiantes de intercambio. Los estudiantes internacionales tienen las mismas ventajas y responsabilidades que los estudiantes regulares. Deben sujetarse al "Código de Honor" de la USFQ.
Algunas de las universidades con las que la USFQ mantiene convenio son:
- Berklee College of Music, Boston, Massachusetts, (USFQ is a Network Member), http://www.berklee.edu/
- Boston College, Chestnut Hill, Massachusetts, http://www.bc.edu
- Boston University, Boston, Massachusetts, http://www.bu.edu
- Carnegie Mellon University, Pittsburgh, Pensilvania, http://www.cmu.edu
- Clemson University, Clemson, Carolina del Sur, https://web.archive.org/web/20180822052847/http://www.clemson.edu/
- Embry-Riddle Aeronautical University, Daytona Beach, Florida, http://www.erau.edu
- Georgetown University, Washington D. C., http://www.georgetown.edu
- Kalamazoo College, Kalamazoo, Michigan, http://www.kzoo.edu
- Michigan State University, East Lansing, Michigan, http://www.msu.edu
- Texas A&M University, College Station, Texas, http://www.tamu.edu
- University of California, Berkeley (programas de verano), http://summer.berkeley.edu/
- University of Georgia, Athens, Georgia, http://www.uga.edu
- University of Illinois en Urbana-Champaign, http://www.uiuc.edu
- University of Massachusetts, Amherst, Massachusetts, http://www.umass.edu
- University of Minnesota, Minneapolis, Minnesota, http://www.umn.edu
- University of Mississippi ("Ole Miss"), University, Mississippi, http://www.olemiss.edu
- University of North Carolina, Chapel Hill, Carolina del Norte, http://www.unc.edu
- Virginia Polytechnic Institute and State University, http://www.vt.edu
- University of Oregon, Eugene, Oregón,
- Simon Fraser University, Burnaby, Columbia Británica, http://www.sfu.ca
- University of Alberta, Alberta, http://www.ualberta.ca
- University of Calgary, Calgary, http://www.ucalgary.ca
- University of Ottawa, Ottawa, Ontario, http://www.uottawa.ca

- Universitaet Tuebingen, Tuebingen, Alemania, http://www.uni-tuebingen.de
- Universidad de Valencia, España, http://www.uv.es
- Université Montpellier II, Montpellier, Francia, https://web.archive.org/web/20120831114649/http://www.univ-montp2.fr/
- Universiteit Maastricht, Holanda, https://web.archive.org/web/20090102111109/http://www.fdewb.unimaas.nl/internationalisering/
- The University of Birmingham, Birmingham, Inglaterra, http://www.bham.ac.uk
- Politecnico di Milano, Italia, http://www.polimi.it/
- Universidad de Coímbra en Portugal, https://web.archive.org/web/20161106113041/http://www.imar.pt/
- Jönköping International Business School, Suecia, http://www.jibs.se/

- Konkuk University, Corea del Sur, http://www.konkuk.ac.kr/
- Kansai Gaidai University, Osaka, Japón, http://www.kansaigaidai.ac.jp/asp/
- Singapore Management University, Singapur, https://web.archive.org/web/20131227151745/http://www.smu.edu.sg/

- Universidad de Pekín, China.
- Universidad de Medicina y Farmacología Tradicional, China.
- Universidad de Tsinghua, China

- Nelson Mandela Metropolitan University, Port Elizabeth, Sudáfrica, https://www.nmmu.ac.za/

## GAIAS
El Instituto Galápagos para las Artes y las Ciencias (Galápagos Institute For The Arts and The Sciences, GAIAS) es un programa académico de clase mundial y ofrece una institución de investigación práctica sobre los programas académicos para los estudiantes internacionales y ecuatorianos por igual. Los estudiantes participando en nuestros programas de semestre tienen la oportunidad de elegir entre tres temas: Ecología Marina, Evolución, Ecología y Conservación, la política y las personas y el medio ambiente. Gaias también ofrece programas a medida, programas para profesores dirigidos por otras universidades e instituciones académicas. Fue establecido por la Universidad San Francisco de Quito (USFQ) en 2002, creado con WS Gaias, el apoyo del parque nacional Galápagos, el Municipio de San Cristóbal, y el gobierno local. Gaias Reconoce que requiere la conservación efectiva del medio ambiente y alternativas económicas sostenibles para la población local. Es con este enfoque y comprensión de Gaias, que se busca promover el desarrollo y la reproducción de manera sostenible, no-extractivas oportunidades económicas mediante el acceso a la educación superior de calidad.
Desde su creación, Gaias se ha convertido en una de las entidades educativas más importantes de investigación en las Islas Galápagos, acoge a más de 250 estudiantes nacionales e internacionales cada año. Esto se suma a los locales residentes de Galápagos que están realizando sus estudios a través de nuestras "Galápagos USFQ-extensión".

## Alumni y Facultad
USFQ Alumni es la asociación de ex-estudiantes de la Universidad San Francisco de Quito, dedicada a promover el espíritu de pertenencia e integración entre los graduados. La asociación incluye a todas las personas que han estudiado en la USFQ (pregrado, posgrado, tecnologías, carreras en línea). Alumni tiene como objetivo crear redes que beneficien a los exalumnos, con proyectos y oportunidades.
Entre quiénes han sido parte de la USFQ están:
- Bruce Hoeneisen, físico, miembro del experimento DØ  - USFQ fundador y profesor
- Santiago Gangotena González, físico y educador - USFQ fundador y profesor
- Carlos Montúfar, físico y educador - USFQ fundador y profesor
- Juan Manuel Rodríguez López, escritor - profesor USFQ
- Lugina Cabezas, miss Ecuador 2007 - Alumni USFQ
- Magdalena Barreiro, ministra de economía de Ecuador - profesor USFQ
- Juan Martín Cueva, director - profesor USFQ
- Fausto Miño, cantante - Alumni USFQ
- Pablo Lucio Paredes, economista - profesor USFQ
- María Paula Romo, abogada y política, Exministra de Gobierno - Alumni USFQ
- Gabriela Ponce, dramaturga y escritora - Alumni USFQ
- Juan Carlos Holguín, Ex Canciller del Ecuador - Alumni USFQ